# 228. pehotni polk (Italija)
228. pehotni polk Rovigo je bil pehotni polk Kraljeve italijanske kopenske vojske.

## Zgodovina
Med prvo svetovno vojno je bil polk nastanjen na soški fronti in med drugo svetovno vojno v Italiji.